# Karađorđe
 Ovo je glavno značenje pojma Karađorđe. Za film pogledajte Karađorđe (1911).
Đorđe Petrović -  Karađorđe, rođen je 14. studenog 1762. godine (po nekim podacima 1752.) u Viševcu u Osmanskom Carstvu (danas Srbija) od oca Petra i majke Marice. Za godinu rođenja spominje se razdoblje od 1749. do 1770. godine, ali pretpostavlja se da je to bila 1762. godina. Njegovi preci potječu iz crnogorsko-hercegovačkih brda, od Vasojevića, odakle se njegov djed Jovan sa svoja dva sina doselio u Šumadiju, poslije austrijsko-turskog rata 1737. – 1739. Prezime mu je po ocu Petru.
Karađorđe potječe iz siromašne obitelji. Majka mu je bila Marica Živković iz Masloševa u Šumadiji. Njegov otac je zbog siromaštva često mijenjao mjesto boravka, jer Turci narod nisu pretjerano vezivali za baštinu. Kako je Đorđe stasavao i služio kod imućnijih Srba i Turaka, tako se i njihova materijalna situacija popravljala.
Godine 1785./1786. godine Đorđe Petrović se ženi Jelenom Jovanović. Prema nekim izvorima, Jelenini roditelji su bili imućniji i nisu dali svoju kćer, ali ju je Đorđe oteo i učinio svojom ženom. Poslije ženidbe nije dugo ostao u Srbiji, odakle predvodi zbjeg.
Karađorđu se u tom zbjegu dogodio dosta osporavan događaj koji je izazvao velike polemike među povjesničarima - ubojstvo oca. Najvjerojatnija priča je da je njegov otac, koji je godinama služio kod Turaka, u jednom trenutku odlučio da nagovori sve da se vrate i nastave živjeti kao do tada, služeći Turke. Svi u zbjegu su to razumjeli kao prijetnju da će se vratiti u ropstvo ili u smrt. Kada je uvidio da majčino preklinjanje oca da odustane od povratka ne pomaže i da ima podršku svih, digao je ruku na oca, a potom je njegovog oca Petra dotukao momak iz pratnje. Umorstvo je, po Vuku, učinjeno u ljutnji i iz ljubavi, i njime su spašeni svi iz zbjega, a njegov otac sramote i ropstva. Godine 1796., po povratku u Srbiju, Karađorđe se ispovjedio i zamolio za oproštaj, koji je od svećenstva i naroda dobio.
Pred kraj austro-turskog rata, 1787. godine, Karađorđe počinje ratovati na strani Austrije protiv Turaka. Kao podoficir ratovao je ne oklijevajući se ogledati s neprijateljem i ubijati ugledne turske junake. Sredinom 1791. zaključuje se mir, Karađorđe dobiva unapređenje i medalju za hrabrost i odmeće se u hajduke, gdje predvodi veliku hajdučku družinu. 1793./1794. dolazi do opadanja hajdučije i Đorđe se povlači i živi mirno s obitelji u Topoli.
Kraj 18. i početak 19. stoljeća donosi povećanje zuluma koji su Turci činili nad srpskim narodom. Ogromni nameti, samovolja i teroriziranje naroda od strane Turaka i janjičara, gušenje svakog otpora dovode do udruživanja srpskih velikaša i dogovora oko pobune.
Povod za Prvi srpski ustanak bio je krvavi događaj, poznat kao sječa knezova. O tome je pisao Filip Višnjić u čuvenoj pjesmi Početak bune protiv dahija. Sječom viđenijih srpskih glava, Turci su htjeli zaplašiti srpski narod i onemogućiti ustanak za koji su znali da se sprema.
Na narodnom zboru u Orašcu, Karađorđe je izabran za vođu ustanka i tako stao na čelo srpskog naroda u borbi protiv Turaka. Ne može se točno reći kada je održan zbor u Orašcu, ali se uzima najčešće spomenuti nadnevak, a to je 14. veljače 1804. godine. Karađorđe je osobno obilazio narod i dogovarao s ostalim vođama tijek borbe i pripreme za ustanak. Kao strog i dosljedan, uživao je autoritet u narodu i među drugim vođama. Ostalo je zapisano da su ga se plašili zbog prijeke naravi i zbog spremnosti da bez kompromisa dođe do cilja. Iza njega su ostale mnoge pobjede nad često brojnijom i opremljenijom turskom vojskom.
Nakon mira u Bukureštu dolazi do nesloge među ljudstvom što se odrazilo i na djelovanje i akcije naroda. Karađorđe uviđa da je dalja borba uzaludna i odlučuje da 1813. godine pobjegne u Austriju, ali se 1816. pridružio grčkom pokretu u želji da nastavi borbu za protjerivanje Turaka. Sljedeće godine je došao tajno u Srbiju kako bi se s Milošem Obrenovićem dogovorio o zajedničkoj akciji, ali je po Miloševoj naredbi ubijen u noći između 13. i 14. srpnja 1817. godine u selu Radovanju kod Smedereva.
Karađorđe je osnivač srpske kraljevske loze Karađorđevića.

## Spoljne poveznice
- Kompletna knjiga "Karađorđevići - skrivena istorija" u kojoj je detaljno predstavljeno Karađorđevo podrijetlo